# Dasiops chiesai
Dasiops chiesai är en tvåvingeart som först beskrevs av Blanchard 1948.  Dasiops chiesai ingår i släktet Dasiops och familjen stjärtflugor. Inga underarter finns listade i Catalogue of Life.